# Lieven Debrauwer
Lieven Debrauwer (Roeselare, 15 april 1969) is een Vlaams regisseur. Na een fotografieopleiding aan het VISO (HIGROcampus) te Mariakerke maakte hij als amateur en filmschoolstudent (Narafi) kortfilms en deed het camerawerk van de tv-serie Duupje. Zijn eerste professionele kortfilm Leonie maakte hij met Dora van der Groen, die ook meespeelde in zijn langspeelfilm Pauline en Paulette. De film won de juryprijs in de selectie van het 50ste filmfestival van Cannes (1997). In 2002 ontving Debrauwer de Louis Paul Boonprijs. In 2025 maakt Lieven zijn debuurt als acteur op televisie in de eerste twee afleveringen van het derde seizoen van de VRT-reeks Chantal. 

## Filmmaker

### Pauline en Paulette
In 2001 maakte Debrauwer zijn eerste langspeelfilm Pauline en Paulette. Die won de publieksprijs op het filmfestival van Cannes in 2001. Het werd tevens de Belgische inzending voor de Foreign Language Academy Award (Oscars) in 2002.
De film ontving nog prijzen, waaronder onder:
- Plateauprijs 2001
  - Beste Belgische film
  - Beste Belgische regisseur (Lieven Debrauwer)
  - Beste Belgische actrice (Dora van der Groen)
  - Publieksprijs
- Onafhankelijk filmfestival van Gardanne 2001
  - Publieksprijs

### Confituur
Zijn tweede langspeelfilm Confituur opende de Giornate degli Autori  op het Filmfestival van Venetië in 2004 en sloot het Internationaal Filmfestival van Vlaanderen in Gent af als officiële slotfilm.

### Sharkwise
In 2011 kwam zijn derde bioscoopfilm uit, de documentaire Sharkwise over avonturier Marc Sluszny met de stem van Martin Sheen.

## Theatermaker
Lieven Debrauwer maakte zijn theaterdebuut met Cineast in Concert waarin hij als cabaretier met Broadwayliedjes debuteerde. Marc Maes zat aan de piano. Sinds 2010 reist hij rond met een soloprogramma Eindelijk zwanger met Nederlandse liedjes uit het repertoire van Wim Sonneveld, Toon Hermans en Jasperina de Jong) als rode draad en onder andere een hommage aan Ann Petersen, met opnieuw Marc Maes aan de piano. Ze maakten samen in 2011 een tweede cd De koning van Lombardije, met Nederlandse liedjes uit Eindelijk zwanger. Hun eerste cd Doodgewoon Crazy uit 1998 is nu een collector's item. Van 2013 tot 2019 reisde Lieven rond met meer dan 400 voorstellingen van Parfum, een passie (een keynote presentatie over de parfumklassiekers van de Franse parfumerie) met een boek over hetzelfde onderwerp. Sinds 2018 reist hij rond met een multimediavoorstelling Geheimen van de Hollywood musicals met anekdotes en weetje over de musicals van de jaren '50 en '60. In datzelfde jaar lanceert hij ook een gelijkaardige, nieuwe presentatie over Hollywood Hitchcock. Pas in 2022 staat Lieven voor het eerste met een drag-persongae op het podium in Leona d'Exelmans Lachaille The First met Marc Maes (als Marco Maestro) aan de piano. In 2024 komt er een nieuwe multimediapresentatie getitled Mon Paris met zijn favoriete plekjes in Parijs. Er werd datzelfde jaar ook een boek uitgebracht met dezelfde titel (enkel verkrijgbaar op zijn voorstellingen). 

## Recent
- Vanaf 2012 is Lieven Debrauwer vooral actief in theater en reist hij rond met eigen cabaretvoorstellingen Eindelijk zwanger, Leute, Leona d'Exelmans Lachaille The First, From Broadway à Paris en Nederlandse Cabaretliedjes
- In 2018 bracht Lieven Debrauwer zijn eerste boek uit: Passie en Parfum. Het is een autobiografisch boek met als tweede deel een volledige neerslag over zijn multimediavoorstelling over parfum.
- In 2024 bracht Lieven een tweede boek uit: Mon Paris met zijn favoriete plekjes in Parijs.
- In 2025 reist Lieven vooral rond met zijn multimediapresentaties Geheimen van de Hollywood Musicals en Mon Paris.
- In 2025 maakt Lieven zijn debuut als acteur in het derde seizoen van de VRT-reeks Chantal als De Slimmen.

## Overzicht

### Als theatermaker
Als zanger en cabaretier
- 2007 Cineast in Concert - als zanger en cabaretier, met Marc Maes aan de piano
- 2010 Eindelijk Zwanger - als zanger en cabaretier, met Marc Maes aan de piano
- 2011 Leute - Jozef 'Sèf' Vanneste, Marc Maes aan de piano
- 2012 Kluts - als zanger en cabaretier, met Marc Maes aan de piano
- 2013 Nog steeds meneer Pauline en Paulette - als zanger en cabaretier, met Marc Maes aan de piano
- 2018 From Broadway à Paris - als zanger en cabaretier, met Marc Maes aan de piano
- 2022 Leona d'Exelmans Lachaille The First met Marc Maes (als Marco Maestro) aan de piano
- 2023 Broadway Buddies met Marc Maes aan de piano (jubileumshow 25 jaar samen)

Als regisseur
- 2002 Let's Do It - regie voor musicalafdeling van Koninklijk ballet van Vlaanderen
- 2009 La Musica Deuxième - (Marguerite Duras) regie en lichtontwerp voor Theater aan de Stroom
- 2010 Into The Woods - (musical Stephen Sondheim) regie  voor Conservatorium Brussel
- 2011 Kat op een heet zinken dak - (Tennessee Williams) regie en lichtontwerp voor Theater aan de Stroom
- 2011 Basta Diva - regie en co-creatie met Françoise Vanhecke (+ co-star)
- 2013 Evita - (musical Andrew Lloyd Webber) regie voor Bohemian Productions
- 2015 Jekyll & Hyde - (musical Frank Wildhorn) regie voor Bohemian Productions
- 2016 Sunset Boulevard - (musical Anderew Lloyd Webber) regie voor Bohemian Productions
- 2019 Fierce (theaterstuk Sam De Vos) regie voor Theater M Mechelen
- 2019 Into The Woods - (musical Stephen Sondheim) regie voor WYSIWIG
- 2022 Doornroosje (Studio 100 musical) regie voor WYSIWIG
- 2023 Blithe Spirit (theaterstuk Noël Coward) regie voor Vast Als Eik
- 2023 Chicago (Kander & Ebb musical) regie voor WYSIWIG
- 2024 Zwijg Kleine (theaterstuk Fitzgerald Kusz) regie voor Vast Als Eik
- 2024 Café in Twee (theaterstuk Lieven Latoir) regie voor Letterhoutemse Toneelgroep
- 2023 The Addams Family (musical Andrew Lippa) regie voor WYSIWIG
- 2024 (TITEL NOG NIET BEKEND) (theaterstuk Lieven Latoir) regie voor Letterhoutemse Toneelgroep